# Jack Wouterse
Jack Wouterse (né le 17 juin 1957 à Soest, dans la province d'Utrecht) est un acteur néerlandais.

## Biographie
Fils d'un militaire, il travaille comme vendeur de hottes avant d'étudier l'art dramatique à Arnhem, puis d'entrer dans une école de cirque. Clown au cirque de Sjoukje Dijkstra, il est invité en 1989 par Johan Doesburg à faire partie de la troupe de théâtre de jeunesse Pssstt. Il décroche ensuite de nombreux rôles au théâtre.
Au cinéma, il obtient un petit rôle dans De onfatsoenlijk vrouw (1991) de Alex van Warmerdam, réalisateur qui l'engage l'année suivante pour l'un des premiers rôles dans Les Habitants (De Noorderlingen), puis en 1996, dans La Robe, et l'effet qu'elle produit sur les femmes qui la portent et les hommes qui la regardent (De jurk). 
À la télévision, il incarne le détective Henk Grijpstra, héros des romans policiers de Janwillem van de Wetering, dans la série télévisée néerlandaise Grijpstra & de Gier (2004-2007)

## Filmographie
- 1991 : De onfatsoenlijk vrouw : Homme tatoué
- 1992 : Les Habitants (De Noorderlingen) : Slager
- 1992 : Op Afbetaling : Pees
- 1992 : De drie beste dingen in het leven : Maarten
- 1992 : De Bunker : Ritter
- 1992 : Iris (série TV) : Harry
- 1993 : Angie : Frits
- 1993 : We zijn weer thuis : Anton Plantinga
- 1993 - 1995 : In voor- en tegenspoed : Dirk
- 1994 : Pleidooi (série TV) : Verberne
- 1994 : En route (téléfilm) : Lou
- 1994 : Eenmaal geslagen, nooit meer bewogen : Charles
- 1994 : The Dead Man 2: Return of the Dead Man (court-métrage)
- 1995 : Meisjes in de grote stad (téléfilm) : Puttenzuiger
- 1995 : De Schaduwlopers : Homme à la valise
- 1995 : Gemengde berichten (téléfilm) : agent Stuit
- 1995 : Lang leve de koningin : Roi blanc
- 1996 : La Robe, et l'effet qu'elle produit sur les femmes qui la portent et les hommes qui la regardent (De jurk)
- 1996 : Mortinho por Chegar a Casa : Max
- 1997 : Bed & Breakfast (série TV)
- 1997 : De Wolkenfabriek (court métrage pour la télévision)
- 1997 : In het belang van de staat (téléfilm) : Pipo
- 1997 : Chez André (court métrage)
- 1998 : Temmink : The Ultimate Fight : Temmink
- 1998 : De Pijnbank : Peter de Bock
- 1998 : Een echte hond (court-métrage)
- 1998 : Wij Alexander (série TV) : Infirmier Rinus Vermeer
- 1998 : Culluliod blues : Sjef
- 1999 : Enigma (série TV) : Max
- 1999 - 2001 : All stars: De serie : Président
- 1999 : Suzy Q : Ko
- 1999 : Issue de secours (Do Not Disturb) : Chauffeur de taxi
- 1999 : Kruimeltje : Visiteur de Koster
- 1999 : Zaanse nachten (téléfilm)
- 2000 : Zoenzucht (téléfilm) : Leo
- 2001 : Baby Blue : Fiducia
- 2001 : Met grote blijdschap : Ad Sipkes
- 2001 : Magonia : IJsbrand
- 2001 : Frères d'armes (Band of Brothers) : Fermier de Barn
- 2001 : Miaou ! (Minoes) : Van Weezel
- 2002 : Snapshots : Voyou de Max
- 2002 : Pietje Bell : Klok
- 2003 : Julie en Herman (téléfilm) : Herman van Putten
- 2003 : Brush with Fate (téléfilm) : Épicier hollandais
- 2003 : Najib en Julia (série TV) : Albert Ruisbroek
- 2003 : Het wonder van Maxima (téléfilm) : Garde
- 2003 : The Tulse Luper Suitcases, (épisode 3 : Antwerp) : Erik van Hoyten
- 2003 : Peter Bell 2 : De jacht op de tsarenkloon : Klok
- 2004 : Pluk van de petteflet : Père Stamper
- 2004 - 2007 : Grijpstra & de Gier (série TV) : Détective Henk Grijpstra
- 2004 : 06/05 : Van Dam
- 2005 : Vet Hard : Bennie
- 2005 : Kameleon 2 : Piet Haan
- 2005 : Medea (mini-série TV) : Oldekamp
- 2005 : The Tulse Luper Suitcases : Erik van Hoyten
- 2006 : La Grande Croisade (Kruistocht in spijkerbroek) : Rottweil
- 2006 : Et pour quelques billes de plus (Voor een paar knikkers meer) : Père de la petite fille (voix)
- 2006 - 2007 : t Schaep met de 5 pooten (série TV) : Nico Lefèvre
- 2007 : Kicks : Chiel
- 2007 : Sextet : Baas
- 2007 : De scheepsjongens van Bontekoe : Capitaine Bruinvis
- 2007 : Kapitein Rob en het Geheim van Professor Lupardi : Général
- 2009 : Limo : Dominee
- 2009 : De hoofdprijs (série TV) : Florian Bestevaer
- 2010 : De vliegenierster van Kazbek
- 2010 : Gangsterboys
- 2010 : Lang & gelukkig : Baron
- 2011 : Lotus : Johan
- 2012 : Feuten (série TV) : Sjaak De Maagt
- 2012 - 2013 : Dokter Tinus (série TV) : Bert de Groot
- 2013 : Frits & Franky : Nico
- 2013 : Chez nous : De Beer
- 2014 : Wiplala : fonctionnaire municipal
- 2017 : Spaak : Jorgen
- 2021 : Beau Rivage (série télévisée) : Tille